# 11102 Bertorighini
11102 Bertorighini (1995 SZ4) là một tiểu hành tinh vành đai chính được phát hiện ngày 16 tháng 9 năm 1995 bởi L. Tesi ở San Marcello Pistoiese.